# Courlandon
Courlandon település Franciaországban, Marne megyében. Lakosainak száma 302 fő (2022. január 1.). Courlandon Baslieux-lès-Fismes, Breuil, Fismes, Magneux és Romain községekkel határos.

## Népesség
A település népességének változása:
| Lakosok száma | 209  | 200  | 167  | 283  | 293  | 293  | 288  | 283  | 289  | 302  |
|               | 1968 | 1982 | 1990 | 2006 | 2013 | 2015 | 2017 | 2019 | 2020 | 2022 |